# لو يي (ممثل)
لو يي (بالصينية: 陆毅) هو ممثل صيني، ولد في 6 يناير 1976 بشانغهاي في الصين.

## أعمال

### مسلسلات
- الممالك الثلاث

## وصلات خارجية
- لو يي على موقع IMDb (الإنجليزية)
- لو يي على موقع ميوزك برينز (الإنجليزية)
- لو يي على موقع ديسكوغز (الإنجليزية)
- لو يي على موقع قاعدة بيانات الفيلم (الإنجليزية)